# Miel (ゲームブランド)
Miel（ミエル）は、株式会社ズーが運営する日本のアダルトゲーム制作ブランドである。販売はラナップが担当しており、一部のダウンロード販売サイトでは同人サークル（いわゆる「企業同人」）の扱いとなっている。
姉妹ブランドにNorn（ノルン）がある。Norn / Mielの事実上の前身ブランドとして現在は活動を休止しているCybele（キュベレ）が存在し、ダウンロード販売サイトによっては現在も「Norn / Miel / Cybele」の連名で登録されている。また、Cybele作品のパッケージ版を販売していたブランド黒姫（くろひめ）がある。
本項目では関連ブランドとしてCybeleおよび黒姫についても解説する。

## 沿革
2004年にズーが運営するアダルトゲーム情報サイト「D-Dream」と連動する形で誕生したブランドのユメスタ（販売はラッセルの子会社OVERの担当）が、2005年に活動を休止した後、そこから分かれたいくつかのブランドがCybeleブランドに再編され、ダウンロード販売に参入。さらに、アニメ制作会社「南町奉行所」の傘下となり、黒姫（くろひめ）のブランド名でパッケージ販売を行っていた（ダウンロード版作品のパッケージ移植版・一作品を除きタイトルはそれぞれ異なっている）。
2007年にCybeleの姉妹ブランドとしてNornが設立された後、CybeleとNornは南町奉行所の傘下を離れてラナップの販売へと移行し、Cybele開発タイトルのパッケージ版は黒姫でなく自ブランドでの発売へ移行した。この際、審査団体もソフ倫からコンテンツ・ソフト協同組合（CSA、審査業務は後に映像倫理機構を経て日本コンテンツ審査センター）へ変更されている。以後、各ダウンロード販売サイトにおいては姉妹ブランドであるCybeleと併せて「Cybele / Norn」名義で取り扱われていた。Cybelは2009年発売の「母性天使アイシアス」を最後に活動を終了し、後継ブランドのMielが立ち上げられた後は前述の連名が「Norn / Miel / Cybele」となっている。Mielの立ち上げ当初はNornの公式サイトからもリンクが張られていたが、ブランドカラーが大きく異なることも影響してか現在は双方のトップページからの相互リンクは外されており、リンクページで「姉妹ブランド」として紹介されるのみに留まっている。
ズーの本社所在地は長野県上田市であるが、Mielの開発室（Nornと共用）は本社から離れた大阪市に置かれている。なお、ラナップが販売を担当しているブランドはNorn / Miel / Cybele以外にもいくつか存在するが、それらの別の製作会社が運営するブランドはNorn / Miel / Cybeleの姉妹ブランドとしては扱われない。また、日本コンテンツ審査センター（JCRC、旧映像倫）の審査に関する手続きは流通上の理由などにより、ラナップの取引先の一社であるアイアールティーが行っている。

## 概要
性的表現を含むアドベンチャーゲームの開発を中心とし、販売は委託による圧縮データのダウンロード販売を主体とする。このため同人誌即売会などでの頒布は行われないが、一部の同人ショップや家電量販店などでディスク媒体のパッケージ販売も行われる。ほとんどのタイトルがJCRC（旧CSA→映像倫）の審査を受けており、ハブロッツが運営するGyutto.comやDMM.comが運営するDMM.R18などでは商業ソフトと同列の扱いを受ける。発売タイトルの多くは同枠に分類される商業ソフトよりも安価なので、低価格（ロープライス）ブランドとしても認識されている。フルプライス作品へは参入していない。
2010年6月までの発売タイトルはFOMA90xシリーズ用iアプリとして移植され、それらから派生した携帯電話専用ゲームも開発されていたが、これらはいずれも成人指定のため、D-DreamモバイルやD倶楽部などの年齢認証を要する携帯電話向けサイトにて販売されていた。
発表されるゲームはほぼアドベンチャーゲームに分類されるものの、その多くはビジュアルノベルに近い方式を採用している。即ち、物語の分岐やエンディング数は少なく、Mielのタイトルでは選択肢が全く無いことも多い。プレイヤーが擬似的に物語へ介入するような演出は無く、物語を読み進める感覚であるため概してゲーム性は高くない。動画を使用した演出も『お別れビデオレター』など、ごく少数の例外を除きほとんど用いられない。
CG鑑賞モードや回想モード、文章のスキップなど2000年代以降に発売された成人向けアドベンチャーゲームの多くに採用されている仕様は一通り搭載されており、女性キャラクターは声優により全編音声が収録されている。但し、主人公の男性キャラクター名はほぼ固定である。出演声優のキャスティングについては非公開の場合が多いが、一部に公式サイト上で配役が公表されているタイトルも存在する。

### シナリオ傾向
Cybeleでは、ソフ倫審査を受けていた黒姫でパッケージ販売された2007年4月までの10作品を含め、鬼畜・陵辱描写がメインで主人公（プレイヤー）が人妻や自分に好意を持たない女性に対して不本意な関係を迫り、強姦や調教、輪姦などを行う展開が多く、膣内射精や孕ませ表現を含む点はNornと共通する。新作の発売は2009年の『母性天使アイシアス 〜終わりなき孕ませ輪姦の悪夢〜』を最後に停止されており、現在はNornの公式サイト内でも姉妹ブランドとして紹介されていない状態となっている。
Cybeleの活動休止後、2009年8月に立ち上げられたMielもCybeleと同様に鬼畜・陵辱描写が強い傾向にあるが、Cybeleでは救いの無い陰惨なムードの作品が多いのに対してMielでは強姦や強要などの性犯罪を含む不本意な性行為を題材にしていてもライトタッチのギャグやコメディとして処理される場合が多い点が大きく異なっている。ブランドの立ち上げ当初はヒロインが人妻で主人公とアンモラルな関係にある和姦メインの作品や『女戦士セラスは踊り子に転職した!』のようにヒロインが羞恥プレイを強いられる作品も存在したが、2010年前半のタイトルはいわゆる「寝取られ」、2010年代後半のタイトルはハーレムものや催眠フェティシズムを題材にしたものが多い。また、Nornに比べて選択肢が一切存在しないデジタルノベル形式の作品が多い点や、多数の没個性なモブキャラクターの男に輪姦される女性視点の作品が多い点も特徴である。

### 移植作品・メディアミックス
DVDPGへの移植については一部のタイトルのみ行われている。
Miel作品については、ぶる〜べり〜そふとにて取り扱われる。移植された各作品のタイトルは下記の作品節備考欄「☆」を参照。
Cybele作品については、イーアンツにて取り扱われるを参照。また、黒姫作品についても、ダイジェスト作品がイーアンツにて取り扱われている。
ゲーム作品を原作としてノベライズしたジュブナイルポルノが、パラダイム「ぷちぱら文庫」より刊行されている。小説化された各作品のタイトルは下記の作品節備考欄「★」を参照。

## 主なスタッフ

### Cybeleスタッフ
| Cybele原画 - 犬弾じょう - 楽人 - ズンダレぽん - 深泥正 - 水原優 - RENE-O | Cybeleシナリオ - 春日森 - 木全伸二 |

### Mielスタッフ
| Miel原画 - 赤木リオ - あきのしん - 石井彰 - 置弓枷 - 桜衣まいり - T-28 - 深泥正 - 水原優 | Mielシナリオ - 神鷹輝 - 木全伸二 - 坂元星日 - 佐野一馬 - 志村右城 - 西矢沙広 - 橋野次郎 - Fuzisawa - 冬野氷夜 - 遊真一希 |

## 作品
Cybele版と黒姫版でゲームのタイトルが異なる場合でも、内容は同一である。
黒姫ブランドで発売された「性奴会長」以前のタイトルは携帯アプリ版とも2009年9月末を以て配信を終了している。Mielブランドでは、初期の4作品のみ携帯アプリ版が配信され、以降の作品ではリリースされていない。黒姫ブランドのダウンロード版タイトルは2017年11月10日からWindows 10対応版としてDMM.R18やGyutto.comなどでダウンロード販売を再開した。

### Cybele作品
D-Dreamで先行ダウンロードされたCybele版と黒姫版でタイトルが異なる場合は、丸カッコ内に黒姫版のタイトルを併記する。黒姫版のダウンロード販売開始日は「性奴会長」を除きパッケージ版と同日発売。
| タイトル                                                                    | 発売日                        | 発売日         | 発売日         | 備考                                          |
| タイトル                                                                    | ダウンロード版                | パッケージ版   | 携帯アプリ版   | 備考                                          |
| --------------------------------------------------------------------------- | ----------------------------- | -------------- | -------------- | --------------------------------------------- |
| 女医奴隷病棟 （女医奴隷看護）                                               | 2005年04月08日                | 2005年08月26日 | 2005年09月06日 | ソフ倫審査                                    |
| 巨乳妻奴隷日記                                                              | 2005年07月29日                | 2005年10月14日 | 2005年12月20日 | ソフ倫審査                                    |
| 奴隷生徒会 （凌辱性奴会）                                                   | 2005年10月28日                | 2006年01月20日 | 2007年06月22日 | ソフ倫審査                                    |
| 淫獄の麗姫 （麗姫奴隷闘技）                                                 | 2005年12月30日                | 2006年03月10日 | 2007年06月22日 | ソフ倫審査                                    |
| 密室の若妻調教 〜凌辱管理人〜 （密室の人妻調教 〜管理人の凌辱日記〜）       | 2006年02月27日                | 2006年04月28日 | 2007年07月06日 | ソフ倫審査                                    |
| 巨乳女教師 〜汁奴隷の学園性活〜 （巨乳女教師 精液調教）                     | 2006年04月28日                | 2006年07月14日 | 2007年07月06日 | ソフ倫審査                                    |
| 少女スレイブ 〜お嬢様は家庭教師の精液人形〜 （隷嬢姉妹スレイブ）            | 2006年06月30日                | 2006年08月25日 | 2007年07月20日 | ソフ倫審査                                    |
| 憧れの美央姉はボクの妊娠奴隷 （義姉弟同棲 〜お姉ちゃん妊娠調教〜）          | 2006年09月29日                | 2006年11月24日 | 2007年07月20日 | ソフ倫審査                                    |
| 没落お嬢さま 〜恥辱の妊娠レース〜 （孕ませ隷嬢 〜恥辱の妊娠レース〜）       | 2006年11月24日                | 2007年02月23日 | 2007年08月03日 | ソフ倫審査                                    |
| 麗しの生徒会長は輪姦奴隷 （性奴会長 〜麗しのお嬢様の輪姦地獄生活〜）        | 2007年02月02日 2007年03月23日 | 2007年04月20日 | 2007年08月24日 | ソフ倫審査                                    |
| セレブ子持ち妻淫猥調教 〜凌辱管理人〜                                       | 2007年06月08日                | 2007年06月29日 | 2007年12月07日 | 本作より黒姫ブランドから独立。以降はCSA審査。 |
| 麗しの奴隷姫ティアリス 〜肉欲の受胎接待〜                                   | 2008年09月12日                | 2008年09月26日 | 2008年12月12日 |                                               |
| 聖天使シャーロット・淫虐の奴隷調教 〜ご主人様だけの孕み天使にしてください〜 | 2009年01月09日                | 2009年02月13日 | －             |                                               |
| 母性天使アイシアス 〜終わりなき孕ませ輪姦の悪夢〜                           | 2009年04月10日                | 2009年05月15日 | －             |                                               |

### Miel作品
複数タイトルのパック販売が有る場合、共通設定のシリーズ作品の場合などには注釈。
第1作 - 第20作
| No. | タイトル                                                                                                  | 発売日         | 発売日         | 発売日         | 備考                 |
| No. | タイトル                                                                                                  | ダウンロード版 | パッケージ版   | 携帯アプリ版   | 備考                 |
| --- | --- | -------------- | -------------- | -------------- | -------------------- |
| 01  | 義母のミルクは蜜の味 〜いっぱい飲んで、甘えてね〜                                                         | 2009年08月28日 | 2009年09月18日 | 2010年02月26日 |                      |
| 02  | 人妻柚希さんの筆下ろしレッスン 〜初めてなのにこんなにいっぱい出して…いけない子ね〜                        | 2009年10月02日 | 2009年11月13日 | 2010年04月30日 |                      |
| 03  | くのいち義母姉妹 淫ら妊法帳 〜淫術ミルクで絶倫中出し種付け指南〜                                          | 2010年04月09日 | 2010年05月14日 | 2010年08月06日 | ☆                    |
| 04  | 悦楽マッサージ淫 人妻絶頂寝取り 〜先生に揉まれると子宮が疼くんです〜                                      | 2010年04月23日 | 2010年05月28日 | 2010年12月17日 |                      |
| 05  | 新婚寝取られ生活 〜ごめんなさい、あなた。婚約、結婚、出産、ずっと私はおじさんに…〜                        | 2010年08月06日 | 2010年09月17日 | －             | パック販売アリ       |
| 06  | 女戦士セラスは踊り子に転職した! 〜は、恥ずかしくて死んでしまいたいッ…エッチなダンスなんて誰がするか!〜    | 2010年08月27日 | 2010年09月24日 | －             | ☆                    |
| 07  | 僕の彼女がこんなキモ男の嫁に! 〜ごめんね、私の子宮はダーリン専用にされちゃった♪〜                         | 2010年11月12日 | 2010年12月10日 | －             |                      |
| 08  | 新婚妻紫音のAVデビュー 〜ハネムーン中に夫以外と生出し乱交寝取られ〜                                       | 2010年11月26日 | 2010年12月17日 | －             | ☆                    |
| 09  | お別れ愛妻温泉旅行 〜ごめんなさいあなた…子供達は伯父さまの子。私はあの人の妻になります〜                  | 2010年12月31日 | 2011年01月28日 | －             | パック販売アリ ☆     |
| 010 | もしも水泳部顧問の妻がデカパイ肉オナホとして裏サイトで晒されていたら                                      | 2011年01月28日 | 2011年02月25日 | －             | ☆                    |
| 011 | 僕の友達はママで遊ぶためにやって来る 〜○○君元気?私、みんなに囲われて幸せな家庭作るぅ〜                    | 2011年02月18日 | 2011年03月18日 | －             | 本作より映像倫審査 ☆ |
| 012 | お別れビデオレター 〜お義兄ちゃんやめて!最愛の彼女が肉嫁になる瞬間がアニメで動く!〜                       | 2011年04月29日 | 2011年05月27日 | －             | ☆                    |
| 013 | ハメ放題!無法地帯な修学旅行 〜女教師3人にぶっかけ中出し無制限!〜                                          | 2011年05月13日 | 2011年06月17日 | －             | ☆                    |
| 014 | とある彼女の寝取られ記録 〜年上幼馴染が変態教師のビッチ妻になるまで〜                                     | 2011年06月24日 | 2011年07月22日 | －             |                      |
| 015 | 孤高の格闘美少女霧香がキモオタに種付けされまくる 〜無駄だ!幾ら子宮を汚されても屈するものか!〜             | 2011年08月05日 | 2011年09月22日 | －             |                      |
| 016 | アイドルになった後輩が種付けファン感謝祭をしていた件 〜俺、試験に受かったら告白するんだ…それNTRフラグw〜  | 2011年08月26日 | 2011年10月14日 | －             |                      |
| 017 | 催眠性処理学園 〜会長共を催眠で性狂いの変態性癖にしてみた〜                                               | 2011年09月09日 | 2011年10月28日 | －             |                      |
| 018 | 女将と仲居に中出ししまくり!肉接待宿に堕ちた温泉旅館 〜私たちの肉体で誠心誠意おもてなしします〜            | 2011年10月14日 | 2011年11月25日 | －             |                      |
| 019 | 巨乳人妻がキモ義弟のオナホ嫁に! 〜飲まないで!母乳は赤ちゃんのものよ…こんな形で次の子が出来ちゃうなんて…〜 | 2011年12月30日 | 2012年01月27日 | －             |                      |
| 020 | 銭湯の男湯に入浴させられる人妻 〜清楚巨乳妻がオヤジの群れの粘着責めで牝喘ぎ〜                             | 2012年01月20日 | 2012年02月24日 | －             |                      |

第21作 - 第40作
| No. | タイトル | 発売日         | 発売日         | 備考 |
| No. | タイトル | ダウンロード版 | パッケージ版   | 備考 |
| --- | --- | -------------- | -------------- | ---- |
| 021 | 淫欲特別教室 〜お嬢様姉妹がクラスの共用淫肉教材に!〜                                                                    | 2012年02月10日 | 2012年03月09日 |      |
| 022 | 爆乳女教師は僕の精液便女 〜全裸授業にキモ受精実践!世界一ヤリたい授業がここに!!〜                                        | 2012年03月02日 | 2012年04月20日 |      |
| 023 | 爆乳令嬢×キモ男 変態嫁化計画 〜潔癖クール会長が最下層の臭キモ精子中毒に!〜                                              | 2012年04月27日 | 2012年05月25日 |      |
| 024 | キモメンでも巨根ならスクールカーストの頂点に立てる!? 〜学園一のモテカワ集団に種付けしまくり!夢の学園ハーレム!〜         | 2012年05月25日 | 2012年06月15日 |      |
| 025 | 触り放題!ハメ放題!公然恥辱のライセンス 〜携帯一つで無法モード!生意気ギャルをキモオヤジのテクでアッヘアヘにしてやるよ!〜 | 2012年06月29日 | 2012年07月27日 |      |
| 026 | 狂夏合宿48時間耐久ハメ! 〜美人マネ、エースに顧問が全裸マラソン、駅弁特訓、大乱交!若い性欲の餌食に!〜                    | 2012年07月13日 | 2012年08月10日 |      |
| 027 | キモメンでも巨根なら水着ギャルとリア充な夏がすごせる! 〜学園選抜!最高のモテカワギャル8人とパコパコ種付けビーチ!〜       | 2012年08月10日 | 2012年08月31日 |      |
| 028 | 俺たちは種付け捜査官 〜あなた妊娠してませんよね?妊娠義務違反で集団受精執行します!〜                                     | 2012年09月21日 | 2012年10月19日 |      |
| 029 | 奥さん、金が無いなら身体で払ってもらいましょうか? 〜人の妻たちのケツを並べて食べ比べ!寝取り喫茶接待!〜                  | 2012年10月26日 | 2012年11月22日 |      |
| 030 | キモメンでも巨根なら国民的アイドルグループをハーレムにできる!? 〜極上マ○コを独り占め!射精しまくり孕ま総選挙♪〜          | 2012年11月30日 | 2012年12月21日 | ★    |
| 031 | 種付けて!人妻島 〜男が全員不能!村の子孫を絶やさぬために人妻たちに何時でも何処でも子作り三昧!〜                          | 2012年12月14日 | 2013年01月18日 |      |
| 032 | 聖夜戦姫アルテミス・陥落 〜聖なる戦士の誇りと日常がキモヲタ精子で蹂躙される!〜                                          | 2012年12月31日 | 2013年01月25日 |      |
| 033 | 気高き学園執行部・恥辱の無茶ぶり制裁!                                                                                   | 2013年01月25日 | 2013年02月22日 |      |
| 034 | 性活指導員 〜キモ男が不妊に悩むピュアな若妻に手取り足取りアクメレッスン!ラブラブ寝取り種付けで理想の嫁に!〜             | 2013年03月29日 | 2013年04月26日 |      |
| 035 | キモメン底辺職でも巨根ならハーレムギルドの主になれる!? 〜伝説の騎士や聖女、魔王を種付け攻略!美少女だらけ夢の冒険性活!〜 | 2013年05月31日 | 2013年06月28日 | ★    |
| 036 | マッサージ院に清楚な女学生がきたら?…ハメるでしょう! 〜昏睡&媚薬でイキ狂わせ種付け肉オナ治療〜                           | 2013年06月14日 | 2013年07月12日 |      |
| 037 | 僕だけが知らない恋人と姉妹がビッチギャルになった理由                                                                    | 2013年06月28日 | 2013年07月26日 |      |
| 038 | マザコン天国 〜同級生の母親たちを巨根で僕だけの孕ママに!〜                                                              | 2013年07月26日 | 2013年08月30日 |      |
| 039 | 運動部合同で部活少女や女子マネ、顧問をマゾビッチに堕して乱パ壮行会してみた                                              | 2013年08月09日 | 2013年09月13日 |      |
| 040 | 夏のイイ旅、ハメ気分♪ 〜出会った人妻みんな巨根に一目惚れ!いつでもどこでも即ズボ旅行!〜                                  | 2013年08月30日 | 2013年09月27日 |      |

第41作 - 第60作
| No. | タイトル | 発売日         | 発売日         | 備考 |
| No. | タイトル | ダウンロード版 | パッケージ版   | 備考 |
| --- | --- | -------------- | -------------- | ---- |
| 041 | 勃起するのはあなただけ! 女教師たちに日常的に種付け授業を受ける学園生活                                                        | 2013年09月20日 | 2013年10月11日 |      |
| 042 | キモメンでも巨根なら名門校のお嬢様を専用孕まセレブビッチにできる!                                                             | 2013年09月27日 | 2013年10月25日 | ★    |
| 043 | 孕ませて♪人妻商店街 〜ヤリ放題ハメ放題中出し感謝祭開催Chu♪〜                                                                  | 2013年11月29日 | 2013年12月20日 |      |
| 044 | 巨根で生ハメ王になれる学園 〜女子学生みんな孕ませ肉オナホれすッ!いつでもどこでも精子様を排泄して卵子屈服させてくらしゃいっ♪〜 | 2013年12月31日 | 2014年01月31日 | ★    |
| 045 | エロカワびっちしすたーず 〜年下穴に枯死にするほどヌキヌキされる生ハメ孕ませ生活〜                                             | 2014年01月17日 | 2014年02月21日 |      |
| 046 | 人妻好きが透明人間になったら? 〜家庭内でヤリたい放題生ハメ孕ませ〜                                                            | 2014年02月21日 | 2014年03月21日 |      |
| 047 | 寝取られ姉妹日誌 〜大好きな彼の友人キモ男に寝取られ妊娠〜                                                                     | 2014年03月21日 | 2014年04月11日 |      |
| 048 | キモメンでも巨根なら人の妻を自分のモノにできる! 〜美人妻達を受精アクメさせまくれ!目指せ!ハーレムマンション♪〜                 | 2014年03月28日 | 2014年04月25日 |      |
| 049 | 母娘丼マッサージ 〜素直女学生とインテリ母のカラダをこねくりまわして種付け肉オナ治療〜                                         | 2014年05月23日 | 2014年06月13日 |      |
| 050 | 人妻操作スマホ 〜熟れムチボディを指先一つで自由自在!ヤリたい放題種付け〜                                                      | 2014年06月20日 | 2014年07月18日 |      |
| 051 | おやじでも女子学生と孕ませ多重婚ができる法律ができました! 〜ギャルと清楚ビッチ娘が俺の肉嫁!〜                                 | 2014年06月27日 | 2014年07月25日 | ★    |
| 052 | 巨根で種付け牧場になる町 〜名門母娘たちを片っぱしから孕ま征服!街中の牝穴が俺の家畜になりたがる〜                              | 2014年07月25日 | 2014年08月29日 | ★    |
| 053 | 淫臭に狂う五人の人妻教師 〜フェロモン巨根で逆襲!屈服から牝熟女種付けハーレムへ〜                                              | 2014年08月29日 | 2014年09月26日 |      |
| 054 | 催眠ライブ 〜知らないうちに変態アイドル活動で専用孕ドルにされちゃった〜                                                       | 2014年09月26日 | 2014年10月24日 |      |
| 055 | 魔法騎士ピュアナイツ 〜巨根には勝てなかったの♡オトメの穴捧げます♪正義のヒロインは孕ませハレーム肉便器♪〜                      | 2014年10月31日 | 2014年11月21日 | ★    |
| 056 | 熟れ乳しぼり 〜爆乳未亡人がお隣の学生におっぱいを性器に躾けられ孕ませセックス漬けに〜                                         | 2014年11月28日 | 2014年12月19日 |      |
| 057 | 種付け教室 〜今からみんなに先生の特濃精子で孕んでもらいます〜                                                                 | 2015年01月23日 | 2015年02月13日 | ★    |
| 058 | 巨根転生 〜女だけの異世界で姫騎士たちを種付け支配!全ての民が肉オナホです。孕み穴に精子様お恵みください♪〜                     | 2015年02月27日 | 2015年03月20日 |      |
| 059 | 催淫ダッチワイフ 〜淫乱スプレーで貞淑な人妻たちを強制発情!いつでもどこでも生出しアヘ孕ませ放題!〜                             | 2015年03月20日 | 2015年04月10日 |      |
| 060 | 性的ないじめですか?いいえ、ご褒美です! 〜学園のアイドルたちに肉バイブ扱いで好き勝手精液を搾り取られる性活〜                   | 2015年04月17日 | 2015年05月15日 |      |

第61作 - 第80作
| No. | タイトル | 発売日          | 発売日          | 備考 |
| No. | タイトル | ダウンロード版  | パッケージ版    | 備考 |
| --- | --- | --------------- | --------------- | ---- |
| 061 | 清楚ビッチな人妻遥香さんとのむさぼり交尾日誌                                                                    | 2015年05月8日   | 2015年06月5日   |      |
| 062 | 種付けでハメ穴家具になる生意気お嬢様たち ～女子寮を孕ま征服! 四六時中極上牝肉に包まれてザー汁捨てるだけの性活～ | 2015年05月29日  | 2015年06月26日  |      |
| 063 | 常夏の孕ませ人妻アイランドへようこそ! ～エロムチ義母達4人と無人島種付けバカンス!～                              | 2015年06月26日  | 2015年07月24日  |      |
| 064 | 人妻公然恥辱電車 ～携帯一つでお触り即ハメし放題他人の妻を粘着種付け寝取り～                                     | 2015年07月24日  | 2015年08月21日  |      |
| 065 | 種付け牧場学園 ～学園丸ごとご主人様の家畜ブヒ♪やりたい放題孕ませ飼育してください! ブヒ♪ブヒ♪～                  | 2015年09月18日  | 2015年010月16日 |      |
| 066 | 星海騎士リーンナイト ～地球は守れてもキモ男の陰湿種付け責めには勝てなかったよ…～                                | 2015年010月30日 | 2015年011月20日 |      |
| 067 | 巨乳人妻姉妹は中出し肉便器 ～甥の若い巨根に即堕ちメス悦びで寝取り孕ませおねだり～                               | 2015年011月20日 | 2015年012月11日 |      |
| 068 | 魔将姫ティルアーナ孕ませ催眠 ～人間を虐げる魔族の姫が暗示一つで肉玩具になる～                                   | 2015年012月4日  | 2015年012月25日 |      |
| 069 | 最強の爆乳剣奴を肉オナホ孕ませしながら無双する退魔性活                                                          | 2015年012月31日 | 2016年01月29日  |      |
| 070 | 男の娘ハーレム ～ご主人様♪私たちのメス化アナルをお召し上がりくださいませ～                                      | 2016年01月15日  | 2016年02月12日  |      |
| 071 | ロリ巨乳人妻中出し介護 ～お義父さん、らめぇ! そんなに突かれたらあの人のとこに戻れなくなっちゃうっ～             | 2016年01月29日  | 2016年02月26日  |      |
| 072 | 孕ませの国♪ 種付けパークへようこそ!                                                                             | 2016年02月26日  | 2016年03月18日  |      |
| 073 | 根暗いじめられっこを助けたら懐かれた! ～隠れ爆乳美少女といいなり孕ませ同棲生活～                                | 2016年03月25日  | 2016年04月15日  |      |
| 074 | 友母ガチ孕ませ! ～デカパイ母性ママを若いセックス漬けで俺の牝にしてやった!～                                     | 2016年04月29日  | 2016年05月27日  |      |
| 075 | 最強の孕ませオナホ騎士団 ～強い牝は巨根に勝てない! エロ酷いことをしても悦ぶ絶対忠誠アヘハーレムを築け!～        | 2016年06月24日  | 2016年07月22日  |      |
| 076 | 元ヤン人妻をパコって骨抜き穴嫁化 ～友達の強気かあちゃんで好き勝手ザー処理遊び孕ませ～                           | 2016年07月15日  | 2016年08月12日  |      |
| 077 | 牝犬孕ませ母娘丼 ～叔母と従姉妹をアヘらせメロメロなヤリまくりペット飼育♪～                                      | 2016年08月12日  | 2016年09月16日  |      |
| 078 | 孕ませオナホ退魔騎士ユーディット ～地位能力血統全てを備えた完璧皇女オナ穴で性処理しながら俺TUEEE!!～            | 2016年09月30日  | 2016年05月27日  |      |
| 079 | ママ四人と全裸性活 ～田舎の村のエッチな風習♪熟れ熟れ人妻たちと筆おろしから子作りまで四六時中全裸でパコパコ～    | 2016年010月14日 | 2016年011月11日 |      |
| 080 | ドSなスパルタ巨乳女教師を巨根でドMな孕ませオナホにした学園性活日誌                                              | 2016年010月28日 | 2016年011月25日 |      |

第81作 - 第100作
| No.  | タイトル | 発売日          | 発売日          | 備考 |
| No.  | タイトル | ダウンロード版  | パッケージ版    | 備考 |
| ---- | --- | --------------- | --------------- | ---- |
| 081  | 隣の新婚人妻をハメ撮り寝取り孕ま性活                                                                                                  | 2016年011月1日  | 2016年012月9日  |      |
| 082  | 元国民的アイドルの人妻をメチャハメ孕ませ ～若いオスの肉オナホペットになって年甲斐もない格好で寝取られ受精懇願～                       | 2016年011月25日 | 2016年012月23日 |      |
| 083  | 女子限定♪孕ませハーレム学園都市 ～学園も街も牝も全てはご主人様のために! 欲望のまま肉オナホ受精をお楽しみください♪～                   | 2016年012月31日 | 2016年01月27日  |      |
| 084  | みんな孕ませ♪女子校修学旅行 | 2017年01月27日  | 2017年02月17日  |      |
| 085  | エリート女上司を催眠で孕ませオナホにしたエロすぎる会社性活                                                                            | 2017年02月24日  | 2017年03月17日  |      |
| 088  | 30人超孕ませ! Mielの「キモメンでも巨根なら」コレクション4本パック                                                                     | 2017年03月17日  | 2017年04月14日  |      |
| 087  | 無敵の孕ませオナホ姫騎士団 ～くっころメスがチートスキルで即堕ち♪エロ酷ハメでアヘ忠誠を尽くされるロイヤルハーレム城性活～              | 2017年03月31日  | 2017年04月28日  |      |
| 088  | 強気なガテン系爆乳姐御を巨根でドマゾな孕ませオナホにしたバイト性活                                                                    | 2017年04月21日  | 2017年05月26日  |      |
| 089  | 爆乳人妻戦士ピュア・メイデン ～現役復帰した美少女戦士の熟れムチボディをチン負けさせて寝取り孕ませオナホハーレム化!～                  | 2017年05月26日  | 2017年06月23日  |      |
| 090  | 異世界ハーレムダンジョンマスター ～エロトラップで姫騎士パーティー&魔王をヤリまくり! 孕ませ地下帝国建設♪～                             | 2017年06月30日  | 2017年07月21日  |      |
| 091  | いじめっ子の爆乳母ガチ孕ませ制裁! ～ドSな女社長ママをエロ酷いことで悦ぶドMオナホにしてやった♪～                                       | 2017年08月4日   | 2017年09月15日  |      |
| 092  | Miel孕ませオナホハーレムコレクションパック ～やりたい放題してもみんなアヘ悦び! 学園や町を孕ま征服!～                                  | 2017年09月29日  | 2017年010月27日 |      |
| 093  | 魔法少女フェアリーフラワー ～正義の心を巨根で挫け! エロ酷いことし放題! 孕ませオナホな最強ヒロイン達の絶対忠誠ハーレム♪～              | 2017年010月13日 | 2017年011月10日 |      |
| 094  | 愛妻ネトラレ ～いじめっこだったDQNたちとの再会で新婚生活が塗り替えられて…～                                                           | 2017年011月17日 | 2017年012月15日 |      |
| 095  | 文芸彼女と僕二人だけの愛の巣だった部室にヤリチンが入部してきた!                                                                       | 2017年012月31日 | 2018年02月16日  |      |
| 096  | ヤンキーな彼女が大嫌いな悪友に肉オナホ扱いされてマゾ豚になる話 ～チクショウ! 他の男なんてイヤなのにイキすぎておかしくなっちまうっ!!～ | 2018年01月19日  | 2017年02月16日  |      |
| 097  | 隣近所の爆乳人妻たちを寝取って孕ませオナホにするアパート性活                                                                          | 2018年01月26日  | 2018年02月23日  |      |
| 098  | 女王気取りの爆乳PTA会長共を催眠で玩具扱いでヤリ遊んで孕ませてやった                                                                   | 2018年03月2日   | 2018年03月30日  |      |
| 099  | プリケツ巨乳に育った親戚の娘たちがクソシコかったのでアヘらせていつでもヤれる孕ませオナホにした件                                      | 2018年03月23日  | 2018年04月20日  |      |
| 0100 | 無様に! 下品に! 都合よく! 巨根崇拝! 孕ませオナホ学園♪                                                                                 | 2018年04月20日  | 2017年05月25日  |      |

第101作 - 第120作
| No.  | タイトル | 発売日          | 発売日          | 備考 |
| No.  | タイトル | ダウンロード版  | パッケージ版    | 備考 |
| ---- | --- | --------------- | --------------- | ---- |
| 0101 | 巨根に負ける最強のヤンキー ～強くて純情な不良メスたちがデカマラ崇拝孕ませオナホ集団に♪～                        | 2018年05月25日  | 2018年06月22日  |      |
| 0102 | ようこそ種付け村へ ～いつでもどこもでも人妻たちと孕ませ交尾できる理想のスローライフ～                           | 2018年06月8日   | 2018年07月13日  |      |
| 0103 | 夫に隠れてメス豚オナホにされて孕みイキする人妻たち                                                              | 2018年06月22日  | 2018年07月27日  |      |
| 0104 | みんな孕ませ♪女子校修学旅行                                                                                     | 2018年01月27日  | 2018年02月17日  |      |
| 0105 | ブラック企業の女社長を社畜が孕ませオナホにしてコキ使う!                                                         | 2018年07月20日  | 2018年08月24日  |      |
| 0106 | 爆乳姫騎士は孕ませオナホ ～絶対忠誠の便女に尽くされるドスケベ異世界性活～                                       | 2018年08月3日   | 2018年09月14日  |      |
| 0107 | お嬢様でエリートな年下上司を孕み穴ATMにして人生コキ潰す安楽ライフ                                               | 2018年09月28日  | 2018年010月26日 |      |
| 0108 | 冤罪で騒いだメス学生どもをガチハメ矯正してチン媚び孕み穴にしてやった                                            | 2018年010月12日 | 2018年011月16日 |      |
| 0109 | エルフ種付け牧場                                                                                                | 2018年011月30日 | 2019年01月25日  |      |
| 0110 | 大和撫子なお嬢様が妊活のために超都合のいい孕ませオナホ嫁として嫁いできた!                                       | 2018年012月28日 | 2019年02月8日   |      |
| 0111 | ナマイキ金髪ツインテ爆乳お嬢様をメス豚扱いで孕ませ飼いする性活                                                  | 2019年02月22日  | 2019年03月15日  |      |
| 0112 | 爆乳水着人妻をビーチでデカチンナンパ ～生真面目ぶって渋るのにハメるとイキまくるマゾ牝を孕ませオナホに躾ける夏～ | 2019年03月8日   | 2019年04月5日   |      |
| 0113 | デカ乳ムチ尻BBA騎士団 ～歴戦の女騎士も巨根には勝てない! 爆乳爆尻牝にエロ酷いことし放題の絶対忠誠ハーレム♪～     | 2019年03月29日  | 2019年04月15日  |      |
| 0114 | 女理事長 御堂貴音 ～撃チン・学生のデカマラにBBA穴を堕されて孕ませオナホ化～                                     | 2019年04月19日  | 2019年05月17日  |      |
| 0115 | 雨宿りさせてくれた友母NTR孕ませ ～発情期オスのエロ酷い交尾でマゾ牝に堕ちる優しい爆乳人妻ママ～                  | 2019年05月31日  | 2019年07月12日  |      |
| 0116 | 孕らフレ ～即堕ちベタ惚れな孕ませオナホセフレたちとサルみたいにヤりまくる学園ハーレム性活～                     | 2019年06月28日  | 2019年07月26日  |      |
| 0117 | 悪役令嬢母娘の下僕になったので孕ませオナホに躾けて破滅ENDを回避する                                             | 2019年08月9日   | 2019年09月13日  |      |
| 0118 | モンスターが支配する異世界で魔物使いになって孕ませハントで救世主になる ～人間如きが我らと生殖?身の程を知れ!～   | 2019年09月27日  | 2019年010月18日 |      |
| 0119 | 無能転移者でも巨根なら勇者母娘と魔王を孕ませてハーレム魔王軍を作れる!                                           | 2019年012月1日  | 2019年012月20日 |      |
| 0120 | 傲慢巨乳魔王ルシファー、追放された底辺召喚士の絶対服従孕ませ使い魔に堕ちる                                      | 2019年012月27日 | 2020年01月31日  |      |

第121作 - 第140作
| No.  | タイトル | 発売日          | 発売日         | 備考 |
| No.  | タイトル | ダウンロード版  | パッケージ版   | 備考 |
| ---- | --- | --------------- | -------------- | ---- |
| 0121 | 魔滅の剣姫伊月の性事情 ～女扱いされない歴戦の爆乳退魔剣士を年下雑魚な俺が下克上種付けで孕ませメスに堕す～              | 2020年01月31日  | 2020年02月28日 |      |
| 0122 | 教育に煩い義母と優等生な義姉に種付けも勉強の一つと催眠をかけた結果                                                     | 2020年02月14日  | 2020年03月13日 |      |
| 0123 | エッチなお姉さんばかりの寮の管理人になったら種付けセックスがとまらない                                                 | 2020年03月13日  | 2019年04月10日 |      |
| 0124 | 人妻母乳上司 ～職場で乳の匂いをさせる人妻上司を寝取り孕ませ!～                                                         | 2020年03月27日  | 2020年04月24日 |      |
| 0125 | 孕ませオナホ退魔学園 ～巨根劣等生がエロ魔術で最強の爆乳牝たちを堕して肉便器ハーレムチームを作る!～                     | 2020年05月29日  | 2020年07月22日 |      |
| 0126 | いつでも種付け!異種族孕ませハーレム村                                                                                  | 2020年06月26日  | 2020年08月7日  |      |
| 0127 | 元ヤン爆乳人妻をビーチでデカチン生ハメ ～強気なメスを孕ませオナホ寝取りする夏～                                        | 2020年07月17日  | 2020年08月28日 |      |
| 0128 | 清楚な爆乳人妻をビーチでデカチン生ハメ～貞操感の強いメスをナンパ即パコで孕ませオナホ寝取りする夏～                     | 2020年07月31日  | 2020年08月28日 |      |
| 0129 | 異世界孕ませハーレムパーティー ～最弱の解析スキルが異常発達してエッチな弱点を丸裸に! 最強の爆乳冒険者たちを肉便器化!～ | 2020年09月25日  | 2020年10月16日 |      |
| 0130 | 結婚生活を守るために代理子作りで寝取り穴嫁にされる新妻                                                                 | 2020年010月16日 | 2020年11月6日  |      |
| 0131 | 常識改変! 爆乳母性友ママと子作りホームステイ! ～どんなエロ酷い事も受け入れてくれる僕専用の子作りオナホママ～           | 2020年010月30日 | 2020年11月20日 |      |
| 0132 | 夫を愛する爆乳人妻たちが年下のサル性欲に蹂躙されて都合のいい孕み玩具に堕ちるまで                                       | 2020年011月27日 | 2020年12月18日 |      |
| 0133 | 破滅予定の悪神官、悪役令嬢と女主人公を肉便器にして全てを手に入れる                                                     | 2020年012月25日 | 2021年2月5日   |      |
| 0134 | 友達のギャルゲーみたいな義家族を貪り寝取って孕ませた                                                                   | 2021年01月29日  | 2021年2月26日  |      |
| 0135 | 孕ませ! 人妻寝取りハーレム性活                                                                                         | 2021年02月26日  | 2021年3月19日  |      |
| 0136 | 催眠種付け授業 | 2021年03月26日  | 2021年4月16日  |      |
| 0137 | 高貴な爆乳エルフ姫騎士をわからせ! メス媚び孕ませ穴にする性活                                                           | 2021年04月30日  | 2021年5月28日  |      |
| 0138 | 悪の組織の行き遅れ女幹部を孕ませオナホにする戦闘員性活                                                                 | 2021年06月11日  | 2021年7月16日  |      |
| 0139 | 嫌そうな顔して子作りさせてくれる年上クールメイドをアヘらせてメス穴にする話                                             | 2021年06月25日  | 2021年7月30日  |      |
| 0140 | 水着の金髪爆乳JDをビーチでデカチンナンパ ～将来有望なお嬢様卵子を台無しに♪ハメ穴として生きる幸せを教え込む夏～         | 2021年07月30日  | 2021年8月27日  |      |

第141作 - 第160作
| No.  | タイトル | 発売日          | 発売日          | 備考                         |
| No.  | タイトル | ダウンロード版  | パッケージ版    | 備考                         |
| ---- | --- | --------------- | --------------- | ---------------------------- |
| 0141 | 孕ませオナホ魔王軍 ～巨根とシーフの力で最凶のメスを雑魚マンにハメ堕して築く成り上がりハーレム～               | 2021年09月24日  | 2020年010月22日 |                              |
| 0142 | 家をたまり場にするデカパイギャルたちを巨チンでわからせ! ～メス猿共をハメ回すだけの孕ませハーレム性活!～       | 2021年010月29日 | 2020年011月26日 |                              |
| 0143 | 冒険者ギルドの性事情 〜愛する相棒のためにギルド職員に寝取り孕ませオナホにされるエルフ＆ダークエルフ〜         | 2021年012月3日  | 2020年012月24日 |                              |
| 0144 | 男勝りな爆乳海賊と生真面目将校を巨チン一つでドMな孕ませオナホにする海賊性活                                   | 2021年012月24日 | 2021年01月28日  |                              |
| 0145 | サキュバス種付けパーク ～人間を餌にする淫魔たちをわからせて孕ませオナホアトラクションにして遊びまくる～       | 2022年02月18日  | 2022年03月18日  |                              |
| 0146 | 魔王母娘NTR種付けチン媚び催眠                                                                                 | 2022年03月18日  | 2022年04月22日  |                              |
| 0147 | 異世界の王国丸ごと俺の孕ませオナホハーレム！                                                                  | 2022年05月27日  | 2022年06月24日  | DL版：FANZA 先行独占販売     |
| 0148 | 女神狩り ～世界を救ったのに封印されかけたので女神たちに復讐! 孕ませオナホにしてハーレム楽園を作る!～          | 2022年06月24日  | 2022年07月22日  |                              |
| 0149 | 町丸ごと俺の孕ませオナホハーレム!                                                                             | 2022年08月26日  | 2022年09月30日  | ダウンロード 通常版：4,400円 |
| 0150 | キモメンでも巨根ならギャルたちをコスプレ孕ませオナホにできる!                                                 | 2022年09月30日  | 2022年10月28日  |                              |
| 0151 | キモメンでも巨根なら学園の爆乳コレクションして孕ませオナホハーレムを作れる！                                  | 2022年12月23日  | 2023年01月27日  |                              |
| 0152 | 上司の巨乳騎士団長は俺の肉オナホ! ～年下恋人から中出し漬けで寝取って孕ませ穴に!～                             | 2023年01月27日  | 2023年02月24日  |                              |
| 0153 | 勝気な巨乳友母を中出し孕ませオナホに! ～ムッチリ、ドタプン! 熟れ肉たっぷり凛子ママをむしゃぶり味わい尽くす!～ | 2023年02月24日  | 2023年03月24日  |                              |
| 0154 | キモメンでも巨根ならネトゲで出会った巨乳ギルメンたちをオフパコで孕ませオナホにできる!                         | 2023年03月24日  | 2023年04月21日  |                              |
| 0155 | 夜道で襲ってきた怪異が爆乳だったので孕ませ肉オナホにしたお話                                                  | 2023年05月26日  | 2023年06月23日  |                              |
| 0156 | 生真面目軍人と清楚姫をデカチンで征服! 巨乳孕ませオナホにして下品に媚び尽くさせる!                             | 2023年06月30日  | 2023年07月28日  |                              |
| 0157 | エロアイテムで孕ませハーレム性活 ～異世界の巨乳メスたちを肉オナホに!～                                        | 2023年08月18日  | 2023年09月22日  |                              |
| 0158 | だらしがない巨乳お姉さんのお世話を焼いたら種付けハーレム生活をする事になった件                                | 2023年09月15日  | 2023年010月13日 |                              |
| 0159 | 巨乳母娘中出し同居生活 ～美人に育った親戚の娘とその母親を孕ませオナホに!～                                    | 2023年09月29日  | 2023年010月27日 |                              |
| 0160 | 熟れムチ美少女戦士と悪の女幹部は俺の孕ませ肉オナホ!                                                           | 2023年010月13日 | 2023年011月10日 |                              |

第161作 - 第180作
| No.  | タイトル | 発売日          | 発売日          | 備考 |
| No.  | タイトル | ダウンロード版  | パッケージ版    | 備考 |
| ---- | --- | --------------- | --------------- | ---- |
| 0161 | 爆乳レイヤーは俺の孕ませ肉オナホ! ～友達の彼女を寝取り交尾でチン媚びレイヤーに!～                                            | 2023年011月24日 | 2020年012月22日 |      |
| 0162 | 無双の孕ませオナホ騎士団 ～強い牝を淫紋術で屈服させてエロ酷いことやりたい放題の絶対忠誠ハーレムを作る!～                     | 2023年012月28日 | 2024年01月26日  |      |
| 0163 | 真面目クールな巨乳人妻上司は俺の寝取り孕ませオナホ!                                                                          | 2024年01月26日  | 2024年02月22日  |      |
| 0164 | 友達の巨乳ママは全部オレのモノ!友母寝取り孕ませハーレム                                                                      | 2024年3月22日   | 2024年4月26日   |      |
| 0165 | ギャルな巨乳魔法少女たちにいつかれて ～ウチを溜まり場にするメスたちを孕ませオナホにする性活～                                | 2024年4月26日   | 2024年6月7日    |      |
| 0166 | ママ活したら友達の真面目な巨乳ママが相手だったので孕ませオナホにした件                                                       | 2024年5月24日   | 2024年6月28日   |      |
| 0167 | 巨乳アスリートたちは孕ませ肉オナホ ～陸上部、水泳部、バレー部、テニス部の意識高いメスたちで作る絶対忠誠のチン媚びハーレム!～ | 2024年8月23日   | 2024年9月27日   |      |
| 0168 | 孕ませテイマーの異世界学園無双 ～巨乳メスたちを子作りテイムして最強のハーレム軍団を作って成り上がる!～                       | 2024年9月20日   | 2024年10月25日  |      |
| 0169 | 済民!シスター・ソフィーは孕ませオナホ～ 合図一つで巨根崇拝者に成り下がる爆乳性職者～                                         | 2024年10月25日  | 2024年11月29日  |      |
| 0170 | チート緊縛術で爆乳孕ませハーレム! ～侍、くのいち、巫女、和風世界の強いメスたちを絶対忠誠のオナホに!～                        | 2024年12月27日  | 2025年1月31日   |      |
| 0171 | 最強のおっぱいパーティーを作って孕ませハーレム冒険性活                                                                       | 2025年2月28日   | 2025年3月28日   |      |
| 0172 | 巨乳な友達の母を若い巨チンで寝取って孕ませハーレムを作る話                                                                   | 2025年4月25日   | 2025年6月27日   |      |
| 0173 | 田舎暮らしハーレム ～巨乳な田舎娘たちとひたすら孕ませセックスするだけの性活～                                                | 2025年6月27日   | 2025年8月29日   |      |
| 0174 | デカチンなら異世界で孕ませ王になれる! ～巨乳メスたちに中出しするだけで尽くされるハーレム性活!～                              | 2025年8月29日   | 2025年10月31日  |      |